# МРСЦ-1 «Успех»
МРСЦ-1 «Успех» — советская морская система разведки и целеуказания, разработанная в 1959—1965 годах и предназначенная для вскрытия надводной обстановки на обширных пространствах и передачи текущей информации на корабли, подводные лодки и береговые ракетные комплексы для последующего наведения крылатых ракет на точечные, в том числе подвижные цели. Одна из первых в мире боевых информационных систем, работающая в реальном времени. Система имела авиационную и корабельную составляющие.

## Разработка
Система создана по заказу ВМФ в научно-исследовательском институте (НИИ) «Квант», также известного как «предприятие п/я 24». Адрес организации: Украинская ССР, г. Киев, ул. Димитрова, 5. До 1960 года НИИ занимался разработкой РЛ средств обнаружения для малых кораблей и катеров, с 1960-х г. начались работы по созданию РЛС обнаружения и целеуказания воздушных целей. Директор НИИ и главный конструктор МРСЦ-1 — И. В. Кудрявцев (1958-75 гг).

## Назначение

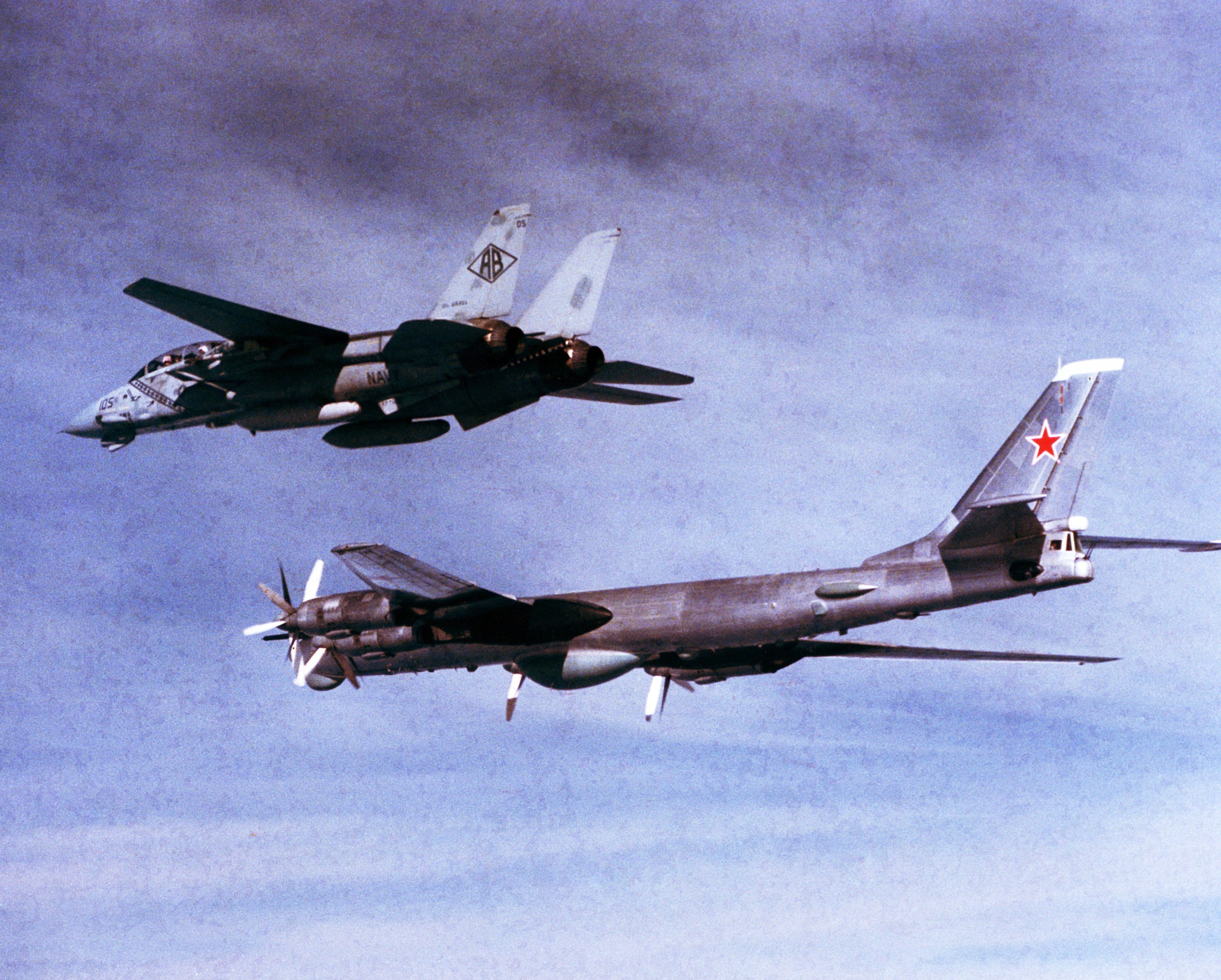
Ту-95РЦ в сопровождении F-14A. Северная Атлантика, 1985 год

Размещение поворотной антенны РЛС «Аргумент» на АПЛ проекта 675

Концепция применения крылатых ракет морского базирования типа П-6 и П-35 (и их модификаций) предусматривала вскрытие на большом удалении от корабля-носителя надводной обстановки с помощью специализированного самолёта берегового базирования — морского разведчика и целеуказателя Ту-95РЦ (изд. ВЦ), или базирующегося на корабле вертолёта целеуказания Ка-25Ц (изд. ДЦ), передачи информации на корабль, а при необходимости — и наведение выпущенных ракет на конечном этапе полёта к цели. В связи с большой дальностью полёта ракеты собственные корабельные радиолокационные средства не позволяли видеть цель на конечном участке траектории полёта, ввиду её нахождения за радиолокационным горизонтом.
Корабельная составляющая комплекса была представлена ракетными крейсерами проекта 58, проекта 1134 «Беркут», а также дизель-электрическими подводными лодками проекта 651 и атомными подводными лодками проекта 675.
На корабле была установлена аппаратура «Аргумент», в составе антенного устройства, пульта командира корабля (управляющего огнем) и четырех пультов операторов.
Самолёт был оборудован аппаратурой «Антей» с мощной обзорной РЛС и аппаратурой автоматической передачи (ретрансляции) данных, дополнительно на борту была установлена аппаратура радиотехнической разведки и радиоперехвата. Экипаж самолёта состоял из 11 человек, в том числе два оператора аппаратуры «Успех».
Также был разработан вертолёт-целеуказатель Ка-25Ц, оборудованный аппаратурой «Успех». Вертолёт базировался на корабле и предназначался для целеуказания. Патрулируя на удалении до 200 км от корабля, обзорная РЛС позволяла обнаруживать цель на расстоянии до 250 км. С помощью аппаратуры АСПД радиолокационная картинка местности передавалась на корабль.
Ракета типа П-6 (П-35) управлялась оператором по курсу, на основании данных корабельной РЛС системы «Успех», при этом траектория её полёта должна была находится выше линии радиогоризонта. На конечном этапе наведения ракета передавала сигнал изображения от своей ГСН на корабль, которое использовалось для селекции целей и захвата. После этого ракета переводилась на малую высоту и продолжала сближаться в режиме самонаведения, а самолёт или вертолёт целеуказания использовался для ретрансляции радиосигналов ракеты.

## История

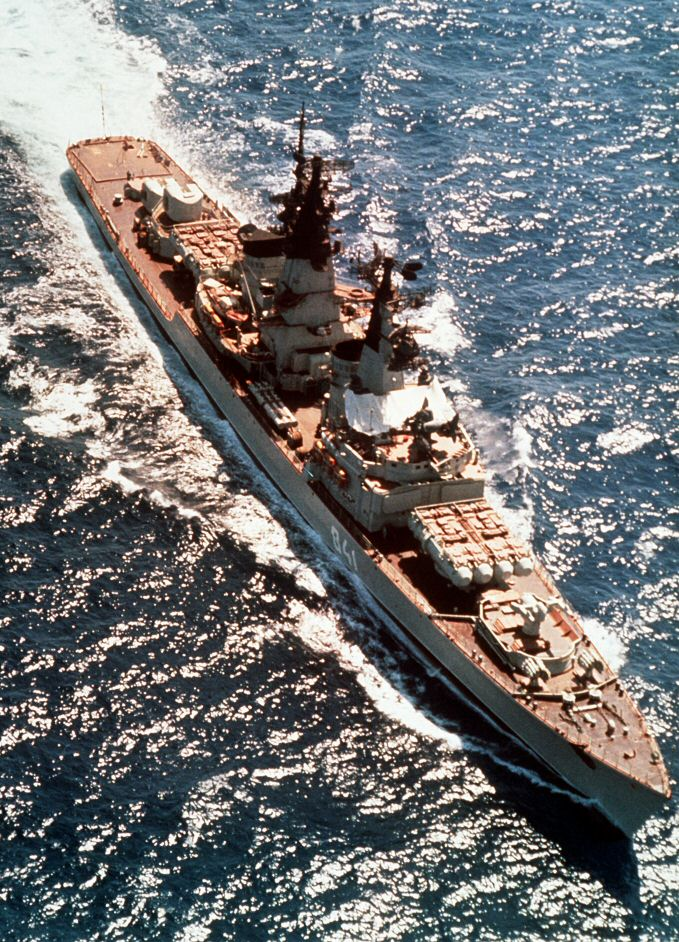
Крейсер проекта 58, с двумя счетверёнными ПУ ракет П-35. На корме крейсера — вертолётная площадка

Постановление о разработке системы вышло 21 июля 1959 года. В марте 1960 года вышла директива МАП с указанием об установке в первом квартале следующего года на серийном Ту-95М (зав. номер 8800510) бортового комплекса аппаратуры целеуказания «Успех-У». Система была принята на вооружение 30 мая 1966 года.
В 1964 году, для проведения испытаний ракеты П-6, был переоборудован один самолёт Ту-16 в летающую лабораторию Ту-16РЦ.
Самолёты Ту-95РЦ стояли на вооружении двух полков: 392-й ОДРАП Северного флота (Кипелово) и 304-й ОДРАП Тихоокеанского флота (Хороль). Всего было построено 53 машины.
Это была самая востребованная и самая активно эксплуатирующаяся модификация из всех Ту-95-х. Помимо функций целеуказания и наведения противокорабельных ракет, эти самолёты регулярно привлекались для визуальной и радиотехнической разведки в интересах флота, радиоперехвата, радиоретрансляции, а в дальнейшем и для обеспечения запуска космических аппаратов.
На аэродроме пара Ту-95РЦ всегда находилась в постоянной готовности к вылету (так называемые дежурные силы — ДС). При получении команды вылеты производились в любое время суток.
Интенсивность разведполётов Ту-95РЦ была настолько высока, что моряки НАТО стали называть самолёт «Восточный экспресс». Также Ту-95РЦ регулярно базировались на зарубежных оперативных аэродромах: в Африке, Вьетнаме, Кубе.
Вертолетов Ка-25Ц (первый полёт в 1962 году), оснащённых аппаратурой «Успех-А», было построено около 50 машин. Базируясь на береговых аэродромах всех флотов Советского союза, они активно использовались ВМФ. Носителями вертолёта были крейсеры проектов 58 и 1134, а также большие противолодочные корабли проекта и 1155.
Самолёты Ту-95РЦ и вертолеты Ка-25Ц стояли на вооружении до середины 90-х годов. Система морской космической системы и целеуказания (МКРЦ «Легенда»), созданная на замену МРСЦ «Успех», так и не смогла её полностью заменить, так как отличалась нестабильностью функционирования. В XXI веке функции разведки и целеуказания возложены на МКРЦ «Лиана», а в ближней зоне — на самолёты ДРЛО А-50.

## Недостатки
Зависимость ракетных ПЛ от самолёта целеуказателя вызывала определённые сомнения в эффективности функционирования комплекса в случае реальных боевых действий. Большой и относительно тихоходный, с большой ЭПР, Ту-95РЦ легко засекался РЛС вероятного противника. Летящий в непосредственной близости от АУГ (устойчивая дальность видимости самолётной РЛС на эшелоне составляла 320 км) самолёт демаскировал операцию и мог быть уничтожен средствами корабельной ПВО.
Ту-95РЦ считался одним из самых аварийный самолётов в Морской авиации, что, впрочем, вытекает из интенсивности его эксплуатации. В ходе эксплуатации Ту-95РЦ произошло 7 катастроф, унесших жизни 69 человек.